# داشبلاغ برزند
داشبلاغ برزند (بالإنجليزية: Dash Bolagh-e Barzand)‏ هي منطقة سكنية تقع في قسم بائين برزند الريفي في إيران. يقدر عدد سكانها بـ 18 نسمة .